# Rally Dakar de 1989
El Rally Dakar de 1989, la undécima edición de esta carrera rally raid, se realizó del 25 de diciembre de 1988 al 12 de enero del año siguiente. El trayecto total de esta versión, que se extendió entre París y Dakar, fue de 10 831 km y se disputó por rutas de Francia, España, Túnez, Gran Yamahiriya Árabe Libia Popular Socialista (actual Libia), Níger, Malí, Guinea y Senegal.
Participaron en total 241 coches y 155 motocicletas, de los cuales llegaron a la final 100 y 60, respectivamente.

## Recorrido
| Etapa | Fecha           | Origen              | Destino             | Total (km) |
| ----- | --------------- | ------------------- | ------------------- | ---------- |
| 1     | 25 de diciembre | París Francia       | Barcelona · España  | 1120       |
| 2     | 26 de diciembre | Barcelona · España  | Barcelona · España  |            |
| 3     | 27 de diciembre | Túnez               | Tozeur Túnez        | 647        |
| 4     | 28 de diciembre | Tozeur Túnez        | Gadamés Libia       | 724        |
| 5     | 29 de diciembre | Gadamés Libia       | Sabha Libia         | 819        |
| 6     | 30 de diciembre | Sabha Libia         | Tummu Libia         | 620        |
| 7     | 31 de diciembre | Tummu Libia         | Dirkou Níger        | 577        |
| 8     | 1 de enero      | Dirkou Níger        | Termit Níger        | 582        |
| 9     | 2 de enero      | Termit Níger        | Agadez Níger        | 535        |
|       | 3 de enero      | Día de descanso     |                     |            |
| 10    | 4 de enero      | Agadez Níger        | Tahoua Níger        | 541        |
| 11    | 5 de enero      | Tahoua Níger        | Niamey Níger        | 427        |
| 12    | 6 de enero      | Niamey Níger        | Gao Mali            | 641        |
| 13    | 7 de enero      | Gao Mali            | Timbuctú Mali       | 611        |
| 14    | 8 de enero      | Timbuctú Mali       | Bamako Mali         | 881        |
| 15    | 9 de enero      | Bamako Mali         | Labé Guinea         | 852        |
| 16    | 10 de enero     | Labé Guinea         | Tambacounda Senegal | 448        |
| 17    | 11 de enero     | Tambacounda Senegal | Saint-Louis Senegal | 512        |
| 18    | 12 de enero     | Saint-Louis Senegal | Dakar Senegal       | 257        |

## Vencedores por etapas
| Etapa           | Motocicletas         | Coches             |
| --------------- | -------------------- | ------------------ |
| 1               | Enlace               | Enlace             |
| 2               | Stéphane Peterhansel | Guy Fréquelin      |
| 3               | Enlace               | Enlace             |
| 4               | Claudio Terruzzi     | Jacky Ickx         |
| 5               | Carlos Mas           | Jacky Ickx         |
| 6               | Alessandro De Petri  | Ari Vatanen        |
| 7               | Gilles Lalay         | Ari Vatanen        |
| 8               | Franco Picco         | Patrick Tambay     |
| 9               | Gilles Lalay         | Klaus Seppi        |
| Día de descanso |                      |                    |
| 10              | Alessandro De Petri  | Ari Vatanen        |
| 11              | Stéphane Peterhansel | Ari Vatanen        |
| 12              | Stéphane Peterhansel | Ari Vatanen        |
| 13              | Stéphane Peterhansel | Ari Vatanen        |
| 14              | Edi Orioli           | Ari Vatanen        |
| 15              | Gilles Lalay         | Kenjiro Shinozuka  |
| 16              | Claudio Terruzzi     | Guy Fréquelin      |
| 17              | Stéphane Peterhansel | Jacky Ickx         |
| 18              | Stéphane Peterhansel | Philippe Wambergue |
| Fuente:         |                      |                    |

## Clasificación final

### Coches

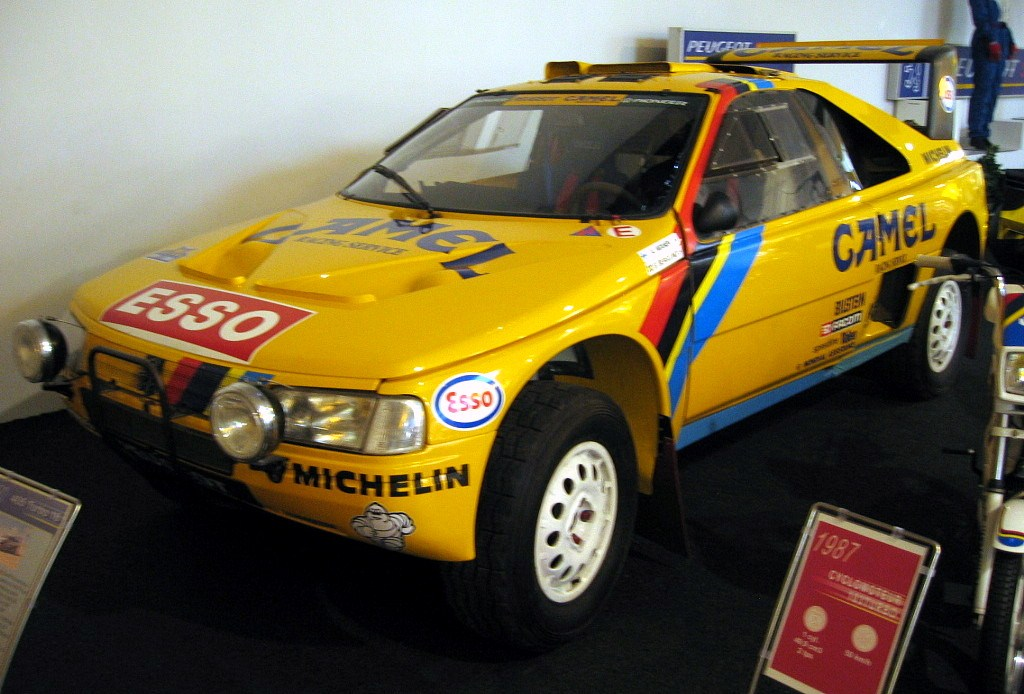
Peugeot 405 oficial del Rally París-Dakar.

| Puesto | Piloto / copiloto                  | País                 | Marca      |
| ------ | ---------------------------------- | -------------------- | ---------- |
| 1      | Ari Vatanen / Bruno Berglund       | Finlandia / · Suecia | Peugeot    |
| 2      | Jacky Ickx / Christian Tarin       | Bélgica              | Peugeot    |
| 3      | Patrick Tambay / Dominique Lemoine | Francia              | Mitsubishi |

### Motos
| Puesto | Nombre       | País    | Marca  |
| ------ | ------------ | ------- | ------ |
| 1      | Gilles Lalay | Francia | Honda  |
| 2      | Franco Picco | Italia  | Yamaha |
| 3      | Marc Morales | Francia | Honda  |